# سباق أمستل الذهبي 1977
سباق أمستل الذهبي 1977 (بالهولندية: Amstel Gold Race 1977)‏ هو سباق دراجات هوائية، وهو الموسم رقم 12 من السباق، وأقيم في 9 أبريل 1977، وامتدّ لمسافة 230 كيلومتر، وهو أحد سباقات سوبر برستيج بيرنود 1977، وهو من نوع سباق يوم واحد، وقد شارك في السباق 145 متسابقاً ووصل إلى نهايته 54 متسابقاً.
فاز فيه بالمركز الأول يان راس، وبالمركز الثاني جيري كنيتيمان، وبالمركز الثالث هني كويبر.

## الفرق
| فرق دراجات محترفة (15)- Frisol (cycling team) ‏ - TI–Raleigh ‏ - إيبو سوبيريا ‏ - Flandria (cycling team) ‏ - بروكلين ‏ - فيلوتكس ‏ - IJsboerke (cycling team) ‏ - Fiat France (cycling team) ‏ - Peugeot (cycling team) ‏ - مرسيه ‏ - Scic ‏ - Lejeune–BP ‏ - Maes Pils (cycling team) ‏ - De Onderneming-Benco-Mavic‏ - Kaenel‏ |  |
| |  |

## التصنيف العام النهائي
| التصنيف العام         | التصنيف العام    | التصنيف العام | التصنيف العام                       | التصنيف العام     |
| العداء                | العداء           | البلد         | الفريق                              | الوقت             |
| --------------------- | ---------------- | ------------- | ----------------------------------- | ----------------- |
| 1                     | يان راس          | هولندا        | Frisol-Thirion-Gazelle              | 5 س 45 دقيقة 55 ث |
| 2                     | جيري كنيتيمان    | هولندا        | TI-Raleigh                          | + 0 ث             |
| 3                     | هني كويبر        | هولندا        | TI-Raleigh                          | + 0 ث             |
| 4                     | جوس شيبر         | هولندا        | Ebo-Superia                         | + 20 ث            |
| 5                     | فريدي مارتينس    | بلجيكا        | Flandria-Velda-Latina Assicurazioni | + 20 ث            |
| 6                     | روجر دي فلايمينك | بلجيكا        | Brooklyn                            | + 20 ث            |
| 7                     | فرانشيسكو موزر   | إيطاليا       | Sanson                              | + 20 ث            |
| 8                     | والتر جوديفروت   | بلجيكا        | IJsboerke-Colnago                   | + 44 ث            |
| 9                     | إيدي ميركس       | بلجيكا        | Fiat France                         | + 44 ث            |
| 10                    | Patrick Béon ‏    | فرنسا         | Peugeot-Esso-Michelin               | + 44 ث            |
| مصدر: ProCyclingStats |                  |               |                                     |                   |

## وصلات خارجية
- لمحة عن سباق سباق أمستل الذهبي 1977 على موقع  ProCyclingStats   (برو  سايكلنج  ستاتس) - إحصاءات  محترفي  الدراجات.
- سباق أمستل الذهبي 1977 على موقع إحصائيات الدراجات الإحترافية (الإنجليزية)